# Cakó Ferenc
Cakó Ferenc (Budapest, 1950. november 18. –) Kossuth-díjas magyar alkalmazott grafikus, animációs filmrendező.

## Életrajz
A budapesti Képző és Iparművészeti Szakközépiskola grafikai szakának elvégzése után felvételt nyer a Magyar Képzőművészeti Főiskola alkalmazott grafika szakára, ahol 1973-ban szerez diplomát.
Főiskolai évei alatt készült amatőr animációs filmjeivel többször nyer az Országos Amatőrfilm Fesztiválon, majd meghívást kap a Pannónia Filmstúdióba, ahol 1973-tól 1991-ig tervező-rendező.
A háromdimenziós animáció területén kezdetben báb- és gyurmafilmeket, sorozatokat, reklámokat rendez és animál. (Sebaj Tóbiás és Zénó filmjei ma is népszerűek.)
Első nagy elismerését 1988-ban az Ab ovo / Homoknyomok című szobor-homokanimációs filmjével éri el: a Cannes-i filmfesztiválon a legjobb animációs rövidfilm díját kapja, emellett több nemzetközi filmfesztivál is fődíjjal jutalmazza.
A képzőművészeti formavilág állandó kísérletezője különleges hatású homokrajz-animációs filmjeivel. Önállóan írja, tervezi, rendezi és kivitelezi a nemzetközi fesztiválokon nagy sikert arató filmjeit.
1994-ben a Hamu című 6 perces kisjátékfilmje megnyerte az Arany Medve díjat a Berlini Nemzetközi Filmfesztivál rövidfilmek kategóriájában.
1995-ben saját animációs film műtermet hoz létre C.A.K.Ó. Stúdió néven.
Képzőművészeti ihletésű, több hónapi aprólékos munkával készült filmjeit szinte valamennyi nemzetközi filmfesztivál jelentős díjjal jutalmazza, alkotásai a fesztiválok retrospektív vetítésein is szerepelnek.
Nemzetközi filmfesztiválokon többször zsűritag és animációs kurzusokat tart. Filmkészítés mellett többnyire air-brush és olajtechnikával készült képeiből rendez rendszeresen kiállításokat itthon és külföldön egyaránt.
A 70-es évek második felében készült figurális grafikáit egyaránt jellemzi a szociológiai érzékenység és az ironikus, groteszt képi megfogalmazás.
A 90-es évektől színesebb, mozgalmasabb, látványosabb, szürreális hangulatú alkotásai érezhetően kötődnek animációs filmjeinek képi világához.
A világon elsőként 1996-ban dolgozta ki az élő homokanimációs előadást. Azóta a zeneszámok ihlette élő-kavargó, filmszerűen pergő, látványos színpadi homokrajz-folyamát óriás kivetítőn kísérheti figyelemmel a nagyérdemű.
Ezekkel az előadásokkal jelentős hazai és nemzetközi közönségsikereket ért el. Gyermek- és ifjúsági könyveket, tankönyveket illusztrál és plakátokat tervez. A soproni Alkalmazott Művészeti Intézet egyetemi docense.

## Életpályája

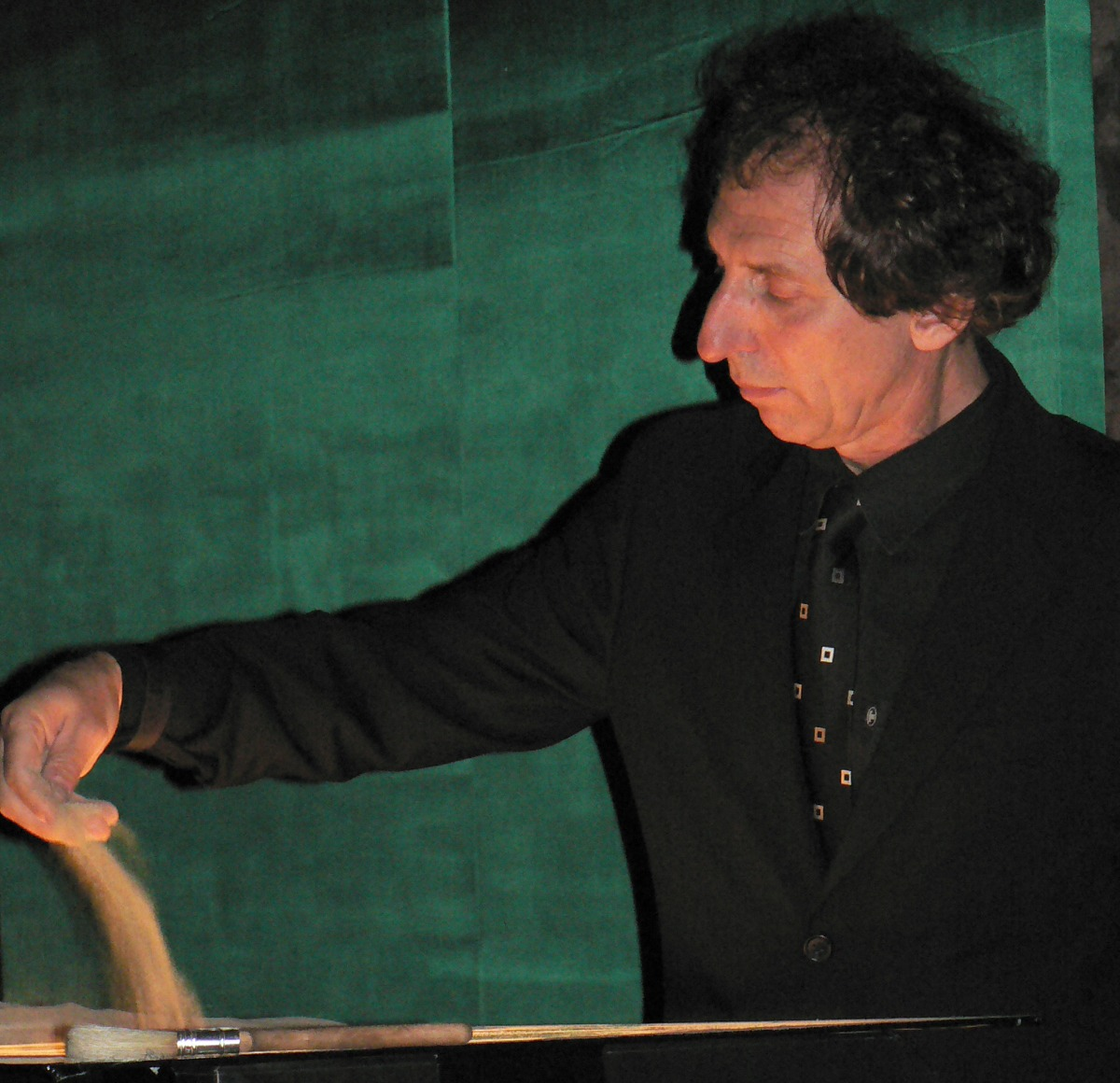
Cakó Ferenc élő homokanimációs előadás közben (2006)

Kezdetben az amatőr filmes mozgalom egyik legismertebb, animációsfilm-készítő alakja volt. Különleges hatású homokanimációs filmjeivel szinte minden jelentős nemzetközi fesztiválon fődíjat nyert. Külföldi akadémiákon tart speciális kurzusokat.
1969 és 1973 között a Magyar Iparművészeti Főiskola alkalmazott grafika szakán tanult. 1974-től 1991-ig a budapesti Pannónia Filmstúdió tagja volt. 1977 óta rendez önállóan filmeket, 1996-ban saját animációsfilm-stúdiót alapított (C. A. K. Ó. Stúdió). 1997-től a Magyar Iparművészeti Főiskola animációs szakának óraadó tanára. Könyv- és lapillusztrációval, valamint plakáttervezéssel is foglalkozik.

## Díjai
- 1973 és 1974 Békéscsabai Amatőrfilm Fesztivál Fődíjai.
- AD ASTRA: Annecy, Fipresci Prize.Espiho, Category Prize // Miskolc, Legjobb Kisfilm Díja.
- AUTÓTORTÚRA: Krakkó, Silver Dragon. Gabrovo, Category Prize // Valladolid, Special Prize.
- AB OVO – Cannes, GOLDEN PALM – Best Short Film. Annecy, Best Short.
- AD REM – San Francisco, GOLDEN GATE AWARD. Oberhausen, Special Prise.
- HAMU – Berlin, GOLDEN BEAR. Huesca, Danzante De Plata. Kecskemét, a Város Fődíja.
- A HOMOK DALA – Espinho, City Prize. Cannes,A Film 100. évfordulóján magyar versenyfilm
- FÉSZEK – Barcelona: Gran Premio Ciudad De Gava.
- LABIRINTUS – Zágráb: Special Prize. Kecskemét, Nagydíj.
- VÍZIÓ – Velence régió, Videopolis-Nuove Vision Prize.
- KÖVEK – Stuttgart, Public Prize. Az 51. Berlini Filmfesztivál magyar versenyfilmje.
- PSZICHOPARÁDÉ – Brazilia, Press Award-Best International Short.
- A RÓKA ÉS A HOLLÓ – Houston, GOLDEN REMI AWARD. Antalaya,Best Animation Film and Public Prize. Teheran, Prize for the Best Direction.
- RANDEVÚ – Valladolid, PRIX UIP VALLADOLID-Official placement among the Best European Short Competition.
- HÉ, S.O.S. ! – Hida, Int. Anim. Festival -Jury Special
- LEVELEK – A Velencei Film Fesztivál magyar versenyfilmje
- ARC – Teheran, Main Prise. Bergamo, II.Prize. Kecskemét, Országos Diákzsűri Díja.
- ÉRINTÉS – Valladolid, Silver Spike. Lodz, Special Prize of the Jury.
- Ezüst Sárkány-díj, Krakkó (1983)
- MTV és filmkritikusok díja (1984)
- Érdemes művész (1989)
- Kiváló művész (1999)
- A cannes-i filmfesztivál zsűri díja (1988)
- A kecskeméti és uppsalai nemzetközi animációs filmfesztiválok fődíjai (1988)
- FRIPESCI-díj, Annecy (1989)
- Az Oberhauseni Nemzetközi Rövidfilm Fesztivál fődíja (1990)
- A San Franciscó-i Golden Gate Fesztivál fődíja (1991)
- Arany Medve díj, Berlin; Hamu c. filmjét Oscar-díjra jelölték (1994)
- Kecskeméti Nemzetközi Animációs Filmfesztivál fődíja; filmje képviselte Magyarországot Cannes-ban, a film születésének 100. évfordulóján (1995)
- Életműdíj- Valencia Internacional Film Festival (2014)
- Kossuth-díj (2024)[3]

## Egyéni kiállításai
- Miskolc, Országos Grafikai Biennálé 1975-79 csoportos
- Szeged, Mini Galéria 1980
- Budapest, Ferencvárosi Pincetárlat 1981
- Szeged '81, Ifjúsági Ház csoportos
- Miskolc, Kossuth Művelődési Ház Galéria 1982
- Pécs, Orvostudományi Egyetem 1982
- Budapest, Ernst Múzeum Stúdió '83 1983 csoportos
- Budapest, Ságvári Terem 1984
- Budapest, Rátkay Márton Művészklub 1985
- Budapest, Duna Galéria 1985
- Budapest, Marczibányi Téri Művelődési Ház 1986
- Szirák, Kastély Galéria 1990
- Budapest, Filmszövetség Klub 1996
- Budapest, Fővárosi Művelődési Ház 1997
- Annecy (Francia o.) Életmű kiállítás és vetítés 1997
- Budapest, Újpest Galéria "Három generáció" + élő homokanimáció1998
- Balatonfüred "Három generáció" 1998
- Budapest, Újpest Galéria "Labirintus" + élő homokanimáció1999
- Budapest, Vigadó Galéria "Dimenziók" + élő homokanimáció 2001
- Győr, József Attila Műv. Ház "Apa és fia" 2001
- Csopak, Csopak Galéria 2001
- Dunakeszi 2002
- Budapest, Neves Kortárs Galéria + élő homokanimáció 2009
- Budapest, Duna Palota "Szemtől szemben" + élő homokanimáció 2012
- Nagykanizsa, Magyar Plakát Ház + élő homokanimáció 2012
- Budapest, Újpest Galéria "40 év alkotásai" + élő homokanimáció 2013
- Budapest, Erkel Színház 2013
- Budapest, Vén Emil Galéria "Visszatekintő" 2016
- Budapest, No 1 Galéria "Fénylő Képek" 2017
- Liszabon, 2017
- Oroszlány, A Magyar Kultúra Napja + élő homokanimáció 2019
- Budapest, Otp Galéria "Kötődések" + élő homokanimáció 2019
- Hatvan, Hatvani Kisgrafikai Biennálé 2020 csoportos

## Művei közgyűjteményekben
- Magyar Nemzeti Galéria, Budapest.

## Filmjei
- Petőfi (festményfilm) (1973)
- Okulária (tárgymozgatás) (1974)
- A szék (1978)
- Csali mese (1980)
- Hurut király fázik (bábfilm) (1981)
- Kasszagyúrók (1981)
- Ad astra (1982)
- Autótortúra (gyurma) (1982)
- Sebaj Tóbiás sorozat (1982–1983)
- Gyermeknapi keretjáték (1983)
- Ad Astra (gyurma) (1984)
- Sebaj Tóbiás sorozat (1984)
- Zénó (sorozat) 1-6. (1985)
- Zénó 7-11. (1986)
- Mit-mikor-hogyan-kinek (1986)
- Zénó 12-15. (1987)
- Ab ovo (homokanimáció) (1987)
- A szék (tárgymozgatás) (1987)
- Zénó 16-22. (1988)
- Ad rem (1990)
- Töf-töf elefánt (1991–1994)
- Hamu (homokanimáció) (1995)
- A homok dala (homokanimáció) (1994, 1996)
- Fészek (homokanimáció) (1998)
- Labirintus (bábfilm) (1999)
- Maze (1999)
- A négy évszak (2000)
- Vízió (2000)
- Kövek (2001)
- Pszichoparádé (2001)
- A róka és a holló (2003)
- Randevú (2004)
- Hé, S.O.S. (2005)
- Levelek (2006)
- Sirató – Magna Cum Laude együttes videóklipje (homokanimáció) (2008)
- Világzabáló és a visszacsinálók (magyar homokanimációs mesefilm, 2019)[4]